# Самообложение

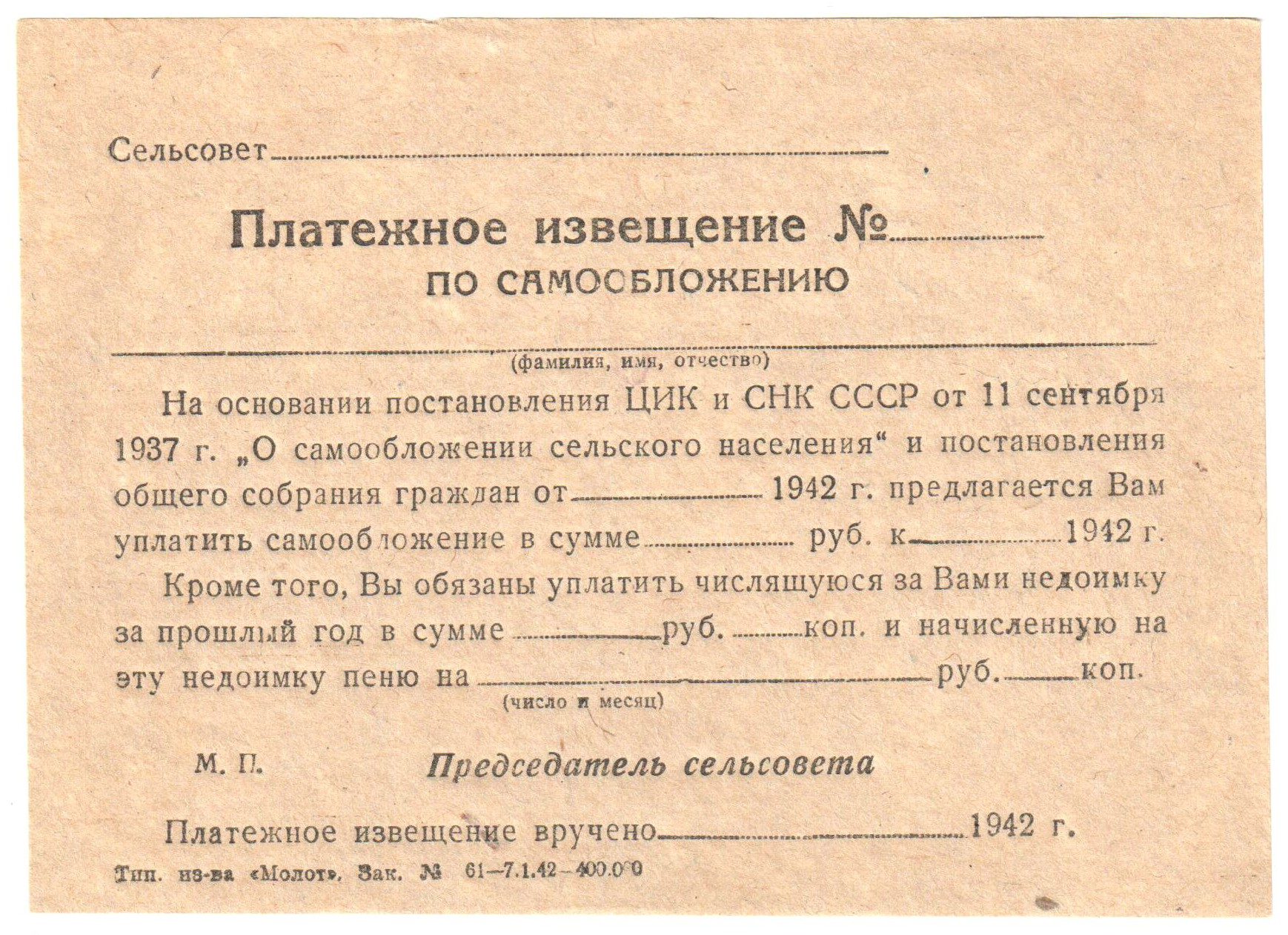
Советское платёжное извещение по самообложению, 1942 год

Самообложение — разовые платежи граждан, направленные на решение конкретных вопросов местного значения. Самообложение, как правило, характеризуется добровольным характером, в отличие от обязательных налогов и сборов в пользу государства. Системы самообложения внедрялись в рамках различных политических образований на протяжении человеческой истории.
Самообложение близко по смыслу благотворительности и гражданскому краудфандингу — совместному добровольному сбору средств на осуществление конкретных проектов, не обязательно формализованному или как-либо связанному с органами власти.

## Россия
В России возможность введения самообложения для решения вопросов на местном уровне предусмотрена в федеральном законодательстве, понятие «самообложение граждан» вводится в федеральном законе «Об общих принципах организации местного самоуправления в Российской Федерации» (см. Реформа местного самоуправления в России (2003—2009)). Самообложение может применяться по решению граждан, проживающих на территории конкретного муниципального образования. Первым среди регионов, запустивших систему самообложения, стал Татарстан в 2013 году. 
В 2020 году в результате принятия федерального закона № 370-ФЗ стало возможным осуществление самообложения не только на уровне муниципальных образований, но и отдельных микрорайонов, многоквартирных домов и т.п..
На 2020 год самообложение осуществляется в 2787 муниципальных образованиях на территории 35 российских регионов.